# Полудница
Полудница (Полуденица) в славянската митология е жесток полски дух с вид на красива млада жена в чисто бяла ленена риза. Тя броди по пладне из нивите, особено по време на жътва, и убива всеки когото срещне. Понякога краде и деца. Изцяло бялата дреха сред славяните е била символ на траур, и в този смисъл на смъртта.
Полудница идва от полу и ден, което подкрепя поверието, че тя се появява само по пладне, в средата на деня. Това време от денонощието се е считало за също толкова опасно и неблагоприятно, колкото и полунощ. Тези два момента от деня и нощта са се наричали разпътен час и в него хората си стояли в къщи, за да не ги постигне лоша дума, да не хванат уроки и да не бъдат срещнати от зли сили, които да им навредят. Защото точно в разпътния час се активирали всички демони и проклятия. Такъв един особено могъщ демон била и полудницата, заедно с нейната посестрима – полунощницата.
Вероятно персонажът на полудницата се е появил като персонификация и обяснение на слънчевия удар.